# Лєпьошкін Володимир Олександрович
Володимир Олександрович Лєпьошкін (5 березня 1927, село Пачелма, тепер Пачелмського району Пензенської області, Російська Федерація — ?) — білоруський радянський діяч, секретар ЦК КП Білорусії, 1-й секретар Мінського міського комітету КП Білорусії. Депутат Верховної ради Білоруської РСР. Депутат Верховної Ради СРСР 9-го скликання.

## Життєпис
У 1951 році закінчив Куйбишевський (тепер Самарський) авіаційний інститут.
У 1951—1955 роках працював інженером, начальником авіаремонтних майстерень міста Архангельська.
Член КПРС з 1953 року.
У 1956 році — майстер авіаційно-ремонтної бази цивільного повітряного флоту в Мінську. 
У 1956—1963 роках — старший майстер, начальник технічного бюро, начальник відділу, голова заводського комітету профспілок, секретар партійного комітету Мінського тракторного заводу. 
У 1963—1966 роках — завідувач відділу Мінського обласного комітету КП Білорусії.
У 1966—1974 роках — секретар, 2-й секретар Мінського міського комітету КП Білорусії.
У 1974—1977 роках — 1-й секретар Мінського міського комітету КП Білорусії.
У 1979 — квітні 1983 року — заступник завідувача відділу адміністративних органів ЦК КПРС у Москві.
28 квітня 1983 — 30 листопада 1990 року — секретар ЦК КП Білорусії.
Подальша доля невідома.

## Нагороди та відзнаки
- орден Леніна (1976)
- два ордени Трудового Червоного Прапора (1971, 1987)
- орден Дружби народів (1980)
- орден «Знак Пошани» (1966)
- медалі